# Эррипо (спутник)
Эррипо (лат. Erriapus, устар. Erriapo) (S/2000 S10) — 28-й нерегулярный спутник Сатурна, вращение совпадает по направлению с вращением планеты. Был открыт Бреттом Глэдманом, Джоном Кавелаарсом и другими астрономами в 2000 году, которые дали спутнику временное название S/2000 S 10. Он был назван Эррипо в августе 2003 года в честь Эррипе, великана кельтской мифологии. Название было изменено в конце 2007 года с дательного падежа к настоящему виду согласно действующим правилам преобразования для латинского языка.
В диаметре Эррипо составляет около 10 километров и обращается вокруг Сатурна в среднем на расстоянии в 17 342 000 км за 871 день.
Эррипо относится к галльской группе нерегулярных спутников, вращающихся по обычной орбите, и имеющих светло-красный цвет. Предполагают, что Эррипо произошёл от разорванного небесного тела, от которого произошла вся эта группа спутников, или он является оторвавшимся фрагментом спутника Альбиорикса.